# Campo (Vallemaggia)
Pour les articles homonymes, voir Campo.
Campo (Vallemaggia) est une commune suisse du canton du Tessin, située dans le district de Vallemaggia.